# Vendée
Vendée [vɑ̃.de, vande] je departement na západě Francie v regionu Pays de la Loire, u pobřeží Atlantského oceánu. Název pochází od řeky Vendée tekoucí v jihovýchodní části regionu. Člení se na 3 arrondisementy. Hlavní město je La Roche-sur-Yon.

## Historie
Do roku 1789 bylo území součástí provincie Poitou, jako tzv. „Dolní Poitou“ (Bas-Poitou). Oblast byla tradičně baštou konzervativních monarchistů, proslula koncem 18. století jako ohnisko povstání ve Vendée, ozbrojeného odporu royalistů a katolíků proti Francouzské revoluci.

## Náboženství
Na území departementu se nachází římskokatolická diecéze luçonská, která jeho hranice přesně kopíruje.

## Geografie

### Arrondisementy

Podrobná mapa departementu Vendée

- Fontenay-le-Comte
- La Roche-sur-Yon
- Les Sables-d'Olonne

### Nejvýznamnější města
- La Roche-sur-Yon
- Challans
- Les Herbiers
- Les Sables-d'Olonne
- Fontenay-le-Comte

### Sousední departementy
| Růžice kompasu |                   | Loire-Atlantique | Maine-et-Loire | Růžice kompasu |
| Růžice kompasu |                   | Sever            | Deux-Sèvres    | Růžice kompasu |
| Růžice kompasu | Vendée            |                  | Deux-Sèvres    | Růžice kompasu |
| Růžice kompasu | Jih               |                  | Deux-Sèvres    | Růžice kompasu |
| Růžice kompasu | Charente-Maritime |                  |                | Růžice kompasu |